# Von-Neumann-Gleichung
Die Von-Neumann-Gleichung (nach John von Neumann) stellt das quantenmechanische Analogon zur Liouville-Gleichung der klassischen statistischen Mechanik dar. Sie beschreibt die zeitliche Entwicklung des Dichteoperators {\displaystyle {\hat {\rho }}} im Schrödinger-Bild:
{\displaystyle {\frac {\partial {\hat {\rho }}}{\partial t}}=-{\frac {\mathrm {i} }{\hbar }}\left[{\hat {H}},{\hat {\rho }}\right]}
Dabei ist
- {\displaystyle {\hat {H}}} der Hamilton-Operator des Systems
- {\displaystyle [{\hat {H}},{\hat {\rho }}]={\hat {H}}{\hat {\rho }}-{\hat {\rho }}{\hat {H}}} ein Kommutator.

Der Dichteoperator ist {\displaystyle {\hat {\rho }}=\sum \nolimits _{k}\,p_{k}|\psi _{k}\rangle \langle \psi _{k}|}. Dabei bezeichnet {\displaystyle p_{k}} die Wahrscheinlichkeit, in einem Gemisch den reinen Zustand {\displaystyle |\psi _{k}\rangle } zu messen, falls die Zustände {\displaystyle |\psi \rangle } orthogonal sind. Die Spur {\displaystyle \operatorname {Tr} ({\hat {\rho }})} eines Dichteoperators ergibt 1, da {\displaystyle \operatorname {Tr} ({\hat {\rho }})=\sum \nolimits _{k}p_{k}=1}. 

## Diskussion
Die allgemeine Lösung der Von-Neumann-Gleichung ist, wobei der Zeitentwicklungsoperator {\displaystyle {\hat {U}}(t)} und sein adjungierter Operator {\displaystyle {\hat {U}}^{\dagger }(t)} verwendet werden:
{\displaystyle {\hat {\rho }}(t)={\hat {U}}(t){\hat {\rho }}(0){\hat {U}}^{\dagger }(t)}
Der Dichteoperator ist stationär {\displaystyle {\tfrac {\partial }{\partial t}}{\hat {\rho }}=0}, wenn dieser mit dem Hamiltonoperator vertauscht {\displaystyle \left[{\hat {H}},{\hat {\rho }}\right]=0}. 
Mit Hilfe der Von-Neumann-Gleichung kann man zeigen, dass die Spur des quadratischen Dichteoperators zeitlich konstant ist:
{\displaystyle \mathrm {Tr} ({\hat {\rho }}^{2}(t))=\mathrm {Tr} ({\hat {\rho }}(t){\hat {\rho }}(t))=\mathrm {Tr} ({\hat {U}}(t){\hat {\rho }}(0)\underbrace {{\hat {U}}^{\dagger }(t){\hat {U}}(t)} _{=1}{\hat {\rho }}(0){\hat {U}}^{\dagger }(t))=\mathrm {Tr} (\underbrace {{\hat {U}}^{\dagger }(t){\hat {U}}(t)} _{=1}{\hat {\rho }}(0){\hat {\rho }}(0))=\mathrm {Tr} ({\hat {\rho }}^{2}(0))}
{\displaystyle \Rightarrow \ {\frac {\partial }{\partial t}}\operatorname {Tr} \left({\hat {\rho }}^{2}\right)=0}
Hierbei wurde im vorletzten Schritt die zyklische Invarianz der Spur ausgenutzt. Wegen {\displaystyle \operatorname {Tr} \left({\hat {\rho }}^{2}\right)\leq 1} mit Gleichheit genau dann, wenn {\displaystyle \rho } einen reinen Zustand beschreibt, folgt daraus, dass reine Zustände rein bleiben und gemischte gemischt.
Erwartungswerte von Operatoren werden durch {\displaystyle \langle {\hat {A}}\rangle =\mathrm {Tr} ({\hat {\rho }}{\hat {A}})} ausgedrückt. Die Zeitabhängigkeit der Erwartungswerte
{\displaystyle {\frac {\mathrm {d} }{\mathrm {d} t}}\langle {\hat {A}}\rangle ={\frac {\mathrm {d} }{\mathrm {d} t}}\mathrm {Tr} ({\hat {\rho }}{\hat {A}})=\mathrm {Tr} \left({\frac {\partial {\hat {\rho }}}{\partial t}}{\hat {A}}+{\hat {\rho }}{\frac {\partial {\hat {A}}}{\partial t}}\right)=\mathrm {Tr} \left(-{\frac {\mathrm {i} }{\hbar }}\left[{\hat {H}},{\hat {\rho }}\right]{\hat {A}}+{\hat {\rho }}{\frac {\partial {\hat {A}}}{\partial t}}\right)}
ist im stationären Fall gleich:
{\displaystyle {\frac {\mathrm {d} }{\mathrm {d} t}}\langle {\hat {A}}\rangle =\mathrm {Tr} \left({\hat {\rho }}{\frac {\partial {\hat {A}}}{\partial t}}\right)=\left\langle {\frac {\partial {\hat {A}}}{\partial t}}\right\rangle }
Der Erwartungswert einer Messung zeitunabhängiger Observablen {\displaystyle {\tfrac {\partial }{\partial t}}{\hat {A}}=0} ist im stationären Fall zeitunabhängig {\displaystyle {\tfrac {\mathrm {d} }{\mathrm {d} t}}\langle {\hat {A}}\rangle =0}.

## Herleitung
Die Von-Neumann-Gleichung lässt sich aus der Schrödingergleichung herleiten.
Man bildet die partielle Ableitung des statistischen Operators, wobei man die Produktregel berücksichtigt:
{\displaystyle {\frac {\partial }{\partial t}}{\hat {\rho }}=\sum _{k}p_{k}\left({\frac {\partial }{\partial t}}|\psi _{k}\rangle \right)\langle \psi _{k}|+\sum _{k}p_{k}|\psi _{k}\rangle \left({\frac {\partial }{\partial t}}\langle \psi _{k}|\right)}
Die Schrödingergleichung lautet für Hilbertraumvektoren (Ket)
{\displaystyle \mathrm {i} \hbar {\frac {\partial }{\partial t}}|\psi \rangle ={\hat {H}}|\psi \rangle \quad \Rightarrow \quad {\frac {\partial }{\partial t}}|\psi \rangle =-{\frac {\mathrm {i} }{\hbar }}{\hat {H}}|\psi \rangle }
und für duale Hilbertraumvektoren (Bra)
{\displaystyle -\mathrm {i} \hbar {\frac {\partial }{\partial t}}\langle \psi |=\langle \psi |{\hat {H}}\quad \Rightarrow \quad {\frac {\partial }{\partial t}}\langle \psi |={\frac {\mathrm {i} }{\hbar }}\langle \psi |{\hat {H}}}
Dies setzt man oben ein:
{\displaystyle {\frac {\partial }{\partial t}}{\hat {\rho }}=\sum _{k}p_{k}\left(-{\frac {\mathrm {i} }{\hbar }}{\hat {H}}|\psi _{k}\rangle \right)\langle \psi _{k}|+\sum _{k}p_{k}|\psi _{k}\rangle \left({\frac {\mathrm {i} }{\hbar }}\langle \psi _{k}|{\hat {H}}\right)}
Vereinfachen liefert die Von-Neumann-Gleichung:
{\displaystyle {\frac {\partial }{\partial t}}{\hat {\rho }}=-{\frac {\mathrm {i} }{\hbar }}\left({\hat {H}}\sum _{k}p_{k}|\psi _{k}\rangle \langle \psi _{k}|-\sum _{k}p_{k}|\psi _{k}\rangle \langle \psi _{k}|{\hat {H}}\right)=-{\frac {\mathrm {i} }{\hbar }}\left({\hat {H}}{\hat {\rho }}-{\hat {\rho }}{\hat {H}}\right)=-{\frac {\mathrm {i} }{\hbar }}\left[{\hat {H}},{\hat {\rho }}\right]}
Dieses im Schrödingerbild gewonnene Resultat für den Dichteoperator eines abgeschlossenen Quantensystems darf nicht mit der Heisenbergschen Bewegungsgleichung für einen nicht explizit zeitabhängigen Operator
{\displaystyle {\frac {\mathrm {d} {\hat {A}}_{\rm {H}}}{\mathrm {d} t}}={\frac {\mathrm {\mathrm {i} } }{\hbar }}\left[{\hat {H}}_{\rm {H}},{\hat {A}}_{\rm {H}}\right]}
verwechselt werden, welche die Zeitentwicklung von Observablen beschreibt und nur formal bis auf ein Vorzeichen mit der Von-Neumann-Gleichung übereinstimmt.
Die formale Ähnlichkeit der Gleichungen erklärt sich dadurch, dass die Observablen im Heisenberg-Bild die C*-Algebra der beschränkten linearen Operatoren bilden, wohingegen der Raum der Dichteoperatoren (als Spurklasseoperatoren) dem Prädual dieser C*-Algebra entspricht. Bei konkreter Hilbertraumrepräsentation impliziert die Dualität von Vektorraum- und zugehöriger Dualraumbeschreibung in der einparametrigen unitären Gruppendynamik immer ein unterschiedliches Vorzeichen des Zeitparameters, welcher aufgrund der Zeitableitung auf der jeweils linken Gleichungsseite der Heisenberg- bzw. Von-Neumann-Gleichung ein unterschiedliches Vorzeichen nach sich zieht.
Besonders deutlich wird dieser Unterschied, wenn man analog zum obigen Herleitungsverfahren auch die Heisenberggleichung aus der Schrödingergleichung gewinnt, was für Quantensysteme mit endlichdimensionalem Hilbertraum stets möglich ist.